# 東德交通號誌小人
東德交通號誌小人是前東德和現在德國東部行人過路交通燈上的圖案。紅色、立正的小人代表「停止」，绿色、大步走的小人代表「可前行」。

交通號誌小人（Ampelmännchen）

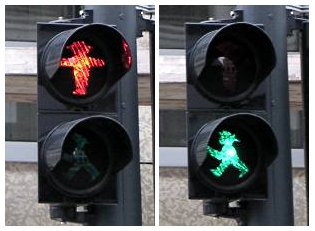
街道上的交通號誌小人

Ampelmännchen的形狀，概念上和其他地區使用的沒分別。起源于东德的Ampelmännchen是男性，戴着一頂扁帽。在東德，Ampelmännchen成為了教育司機道路知識的電視節目內的角色。
德国統一後，曾有人提議統一東西德的交通燈圖案，但在反對聲之下，這個小人還是保留下來。Ampelmännchen成為東德情結（德語：Ostalgie）的象徵物之一。
受此影響，在某些西德地區如薩爾布呂肯，豎立起本來不屬於它的Ampelmännchen交通燈。2004年，茨維考市內出現了女性小人Ampelmädchen。現在德累斯頓亦有其芳蹤。

## 歷史
Ampelmännchen是道路心理學家卡爾·佩格勞在1961年設計的。他相信友善的角色比起無意義的顏色，更易令道路使用者接收其訊息。儘管佩格勞曾擔心，那頂小帽會被指有小資產階級色彩，而不獲東德政府通過。但相关负责人表示，这种担心毫无必要。

## 相册

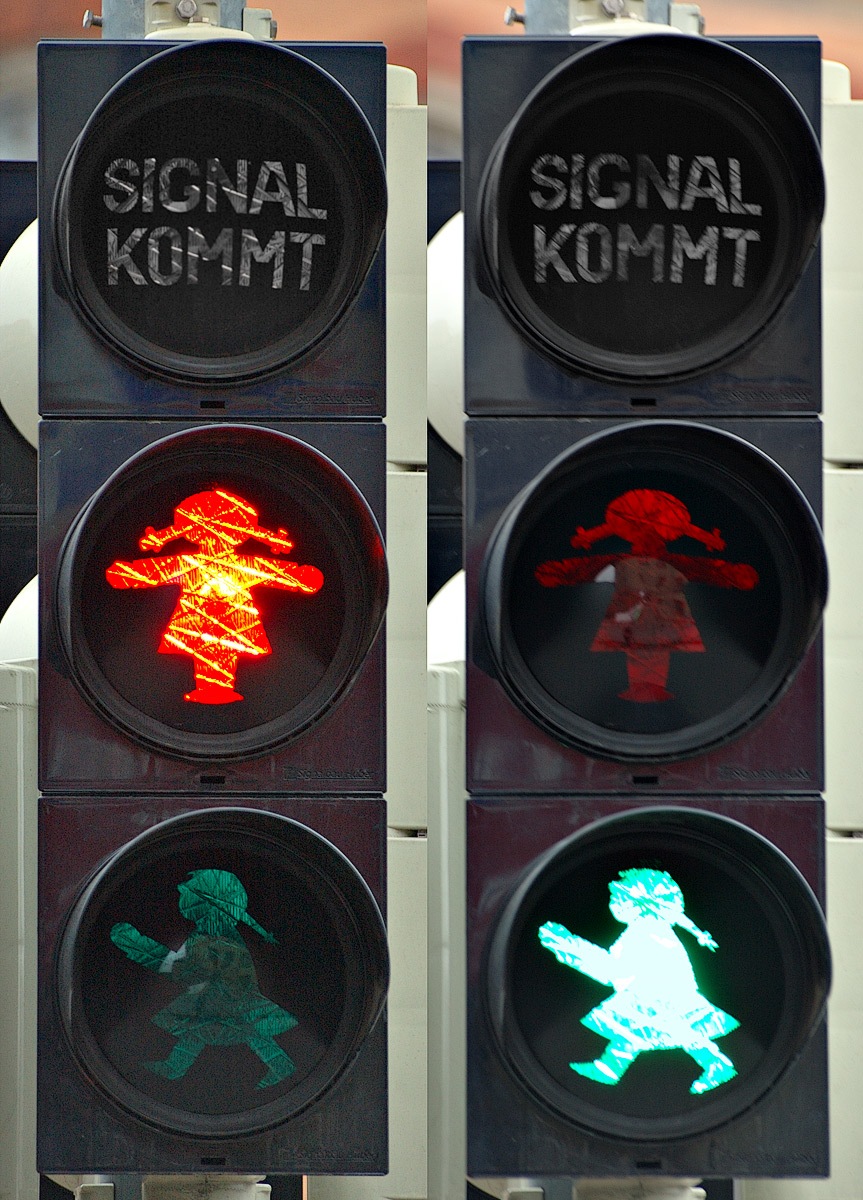
交通號誌小人的女性版（Ampelmädchen）
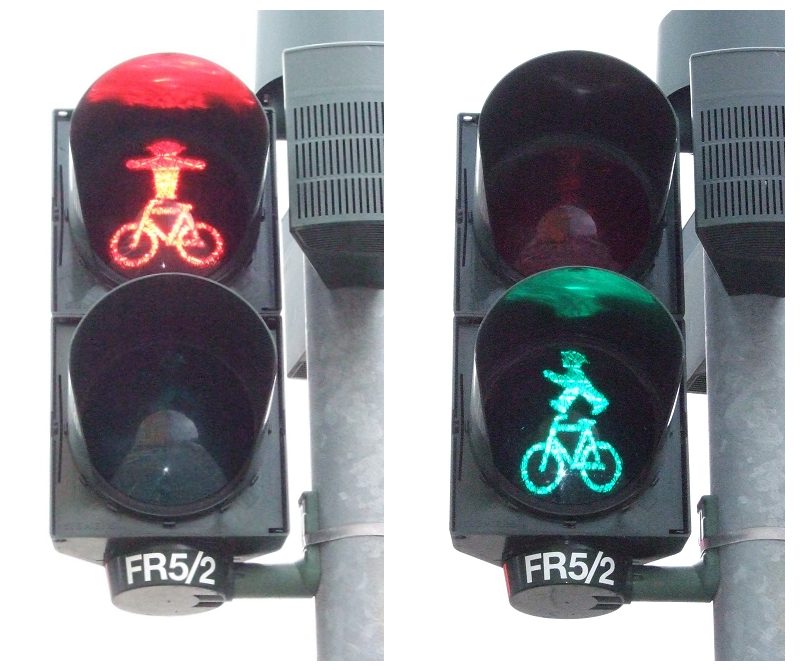
自行车灯上的交通號誌小人
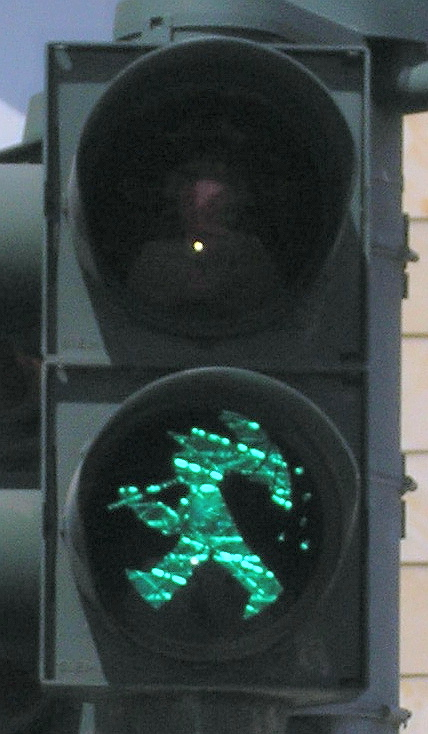
打伞的交通號誌小人
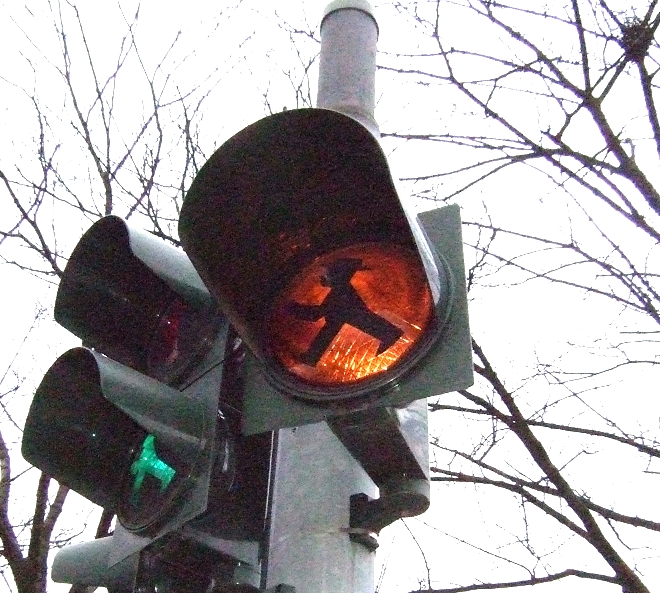
警告灯上的交通號誌小人
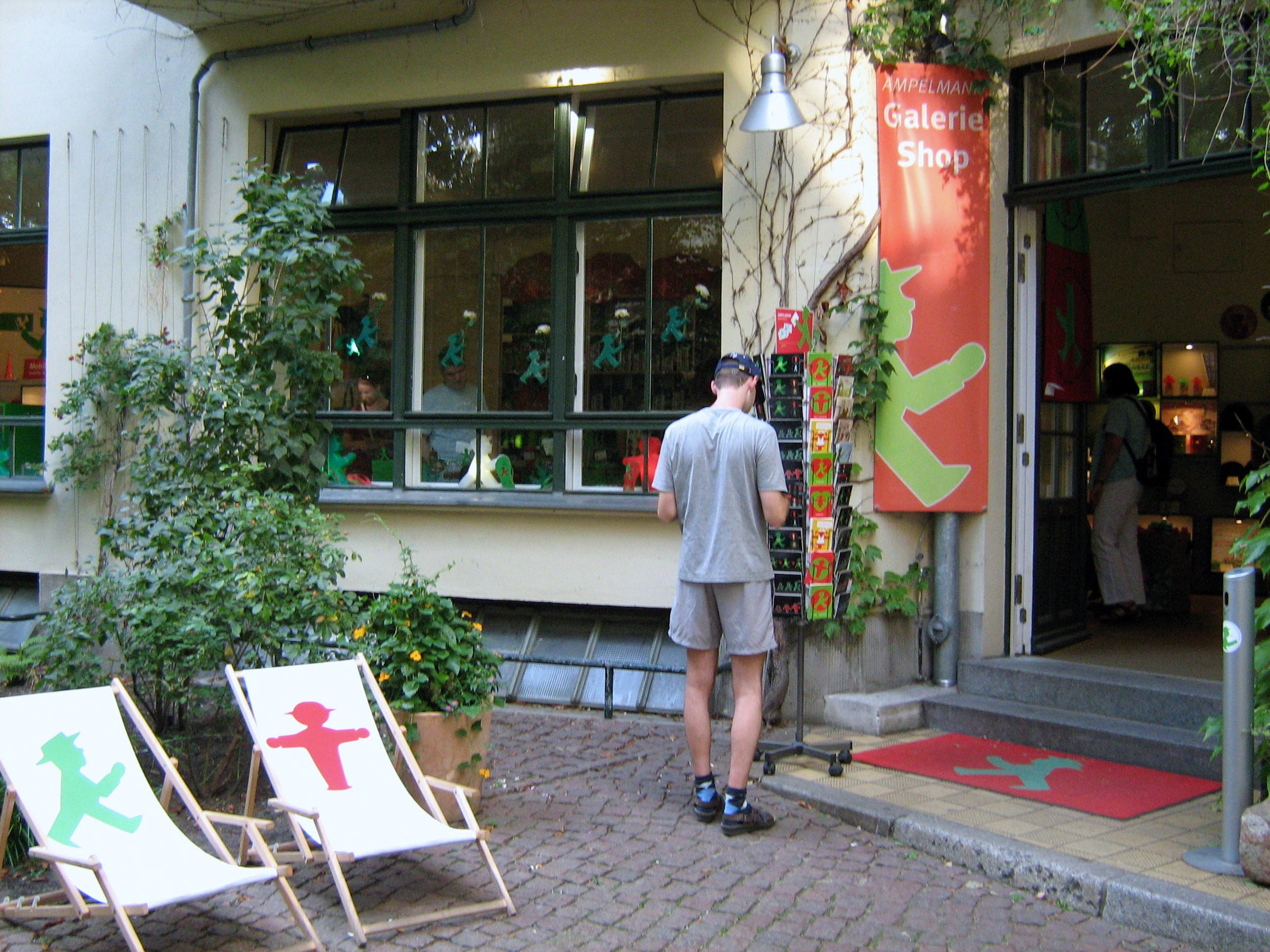
纪念品商店
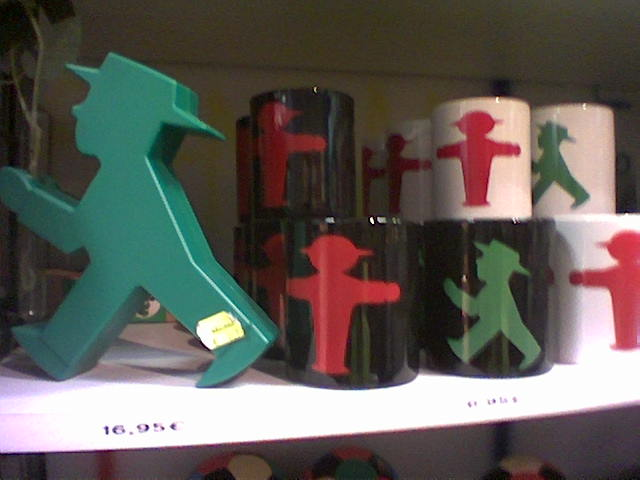
遊客紀念品